# Козубенко Леонід Васильович
Леоні́д Васи́льович Козубенко (16 травня 1938, Армавір, РРСФР, — 13 січня 2019, Харків, Україна) — доктор сільськогосподарських наук, професор, заслужений діяч науки і техніки України.

## Життєпис
Закінчив Харківський національний університет ім. В. Н. Каразіна, від 1960 року працює в Інституті рослинництва ім. В. Я. Юр'єва НААН.
Автор 54 районованих гібридів кукурудзи, котрі в СРСР висівалися на мільйонах гектарів. Розробив чимало промислових ліній кукурудзи, що входять до складу районованих гібридів.
Як науковець, опублікував понад 160 наукових праць, видано монографію з селекції кукурудзи на скоростиглість.
Довгий час був головою спеціалізованої вченої ради при Інституті рослинництва ім. В. Я. Юр'єва НААН із захисту докторських дисертацій; входив до складу спеціалізованих учених рад інших наукових установ.
Неодноразово був призначений головою Державної екзаменаційної комісії в Харківському національному аграрному університеті та в Харківському національному університеті. Член експертної ради з агрономії та лісового господарства при Міністерстві освіти і науки України з 2014 року.
З дружиною виховали доньку.
Помер 13 січня 2019 року, похований у Харкові.

## Нагороди та відзнаки
За вагомий особливий внесок у розвиток аграрної науки, значні досягнення в галузі селекції та насінництва сільськогосподарських культур нагороджений:
- «Заслужений діяч науки і техніки України» (2008).
- відзнака «Знак пошани» Міністерства аграрної політики та продовольства України;
- почесна відзнака Національної академії аграрних наук України;
- медаль «Ветеран праці»;
- срібна і дві бронзові медалі ВДНГ СРСР;
- Державна стипендія для визначних учених.